# Acinodendron stenostachyum
Acinodendron stenostachyum là một loài thực vật có hoa trong họ Mua. Loài này được (DC.) Kuntze miêu tả khoa học lần đầu tiên năm 1891.